# تنگادهانه
تنگادهانه، روستایی از توابع بخش مرکزی شهرستان تفت در استان یزد  کشور جمهوری اسلامی ایران است.

## جمعیت
این روستا در دهستان دهشیر قرار دارد و براساس سرشماری مرکز آمار ایران در سال ۱۳۸۵، جمعیت آن ۲۱ نفر (۶خانوار) بوده‌است.